# Hafslo
Hafslo is een plaats in de Noorse gemeente Luster in de provincie Vestland. Tot 1963 was het een zelfstandige gemeente in de voormalige provincie Sogn og Fjordane.
Hafslo ligt aan het meer Hafslovatnet, de Lustrafjord, een zijarm van de Sognefjord, en aan de RV 55, de Sognefjellsweg naar Lom. Omliggende plaatsen zijn Sogndal en Gaupne.
Hafslo telt 293 inwoners (2007) en heeft een oppervlakte van 0,16 km².

## Plaats binnen de gemeente
- Indre Hafslo

|  |